# Episodi di Friends (nona stagione)
La nona stagione della sitcom Friends, composta da ventiquattro episodi, è andata in onda negli Stati Uniti dal 26 settembre 2002 al 15 maggio 2003 sul canale NBC.
In Italia è invece stata trasmessa dal 16 ottobre al 21 dicembre 2003 su Rai 2.
| nº | Titolo originale                       | Titolo italiano                        | Prima TV USA      | Prima TV Italia  |
| -- | -------------------------------------- | -------------------------------------- | ----------------- | ---------------- |
| 1  | The One Where No One Proposes          | L'equivoco                             | 26 settembre 2002 | 16 ottobre 2003  |
| 2  | The One Where Emma Cries               | Ninna nanna per Emma                   | 3 ottobre 2002    | 16 ottobre 2003  |
| 3  | The One with the Pediatrician          | Il pediatra di Ross                    | 10 ottobre 2002   | 23 ottobre 2003  |
| 4  | The One with the Sharks                | Questioni di cuore                     | 17 ottobre 2002   | 23 ottobre 2003  |
| 5  | The One with Phoebe's Birthday Dinner  | Cena per sei                           | 31 ottobre 2002   | 30 ottobre 2003  |
| 6  | The One with the Male Nanny            | La tata maschio                        | 7 novembre 2002   | 30 ottobre 2003  |
| 7  | The One with Ross's Inappropriate Song | La canzone piccante                    | 14 novembre 2002  | 6 novembre 2003  |
| 8  | The One with Rachel's Other Sister     | L'altra sorella di Rachel              | 21 novembre 2002  | 6 novembre 2003  |
| 9  | The One with Rachel's Phone Number     | Le bugie hanno le gambe corte          | 5 dicembre 2002   | 13 novembre 2003 |
| 10 | The One with Christmas in Tulsa        | A casa per Natale                      | 12 dicembre 2002  | 13 novembre 2003 |
| 11 | The One Where Rachel Goes Back to Work | Brutte sorprese                        | 9 gennaio 2003    | 20 novembre 2003 |
| 12 | The One with Phoebe's Rats             | Topi d'appartamento                    | 16 gennaio 2003   | 20 novembre 2003 |
| 13 | The One Where Monica Sings             | Riflettori indiscreti                  | 30 gennaio 2003   | 27 novembre 2003 |
| 14 | The One with the Blind Date            | Appuntamenti al buio                   | 6 febbraio 2003   | 27 novembre 2003 |
| 15 | The One with the Mugging               | La rapina                              | 13 febbraio 2003  | 4 dicembre 2003  |
| 16 | The One with the Boob Job              | Il prestito                            | 20 febbraio 2003  | 4 dicembre 2003  |
| 17 | The One with the Memorial Service      | Scherzi informatici                    | 13 marzo 2003     | 11 dicembre 2003 |
| 18 | The One with the Lottery               | La lotteria                            | 3 aprile 2003     | 11 dicembre 2003 |
| 19 | The One with Rachel's Dream            | Suite per una notte                    | 17 aprile 2003    | 18 dicembre 2003 |
| 20 | The One with the Soap Opera Party      | La sera delle stelle                   | 24 aprile 2003    | 18 dicembre 2003 |
| 21 | The One with the Fertility Test        | Il test della fertilità                | 1º maggio 2003    | 21 dicembre 2003 |
| 22 | The One with the Donor                 | Soluzione cercasi                      | 8 maggio 2003     | 21 dicembre 2003 |
| 23 | The One in Barbados (I e II Part)      | Conferenza alle Barbados (1 e 2 parte) | 15 maggio 2003    | 21 dicembre 2003 |
| 24 | The One in Barbados (I e II Part)      | Conferenza alle Barbados (1 e 2 parte) | 15 maggio 2003    | 21 dicembre 2003 |

## L'equivoco
- Titolo originale: The One Where No One Proposes
- Diretto da: Kevin Bright
- Scritto da: Sherry Bilsing-Graham e Ellen Plummer

### Trama
Rachel, convinta che Joey le abbia chiesto di sposarla, accetta. In realtà la proposta doveva essere fatta da parte di Ross, che sta aspettando il momento giusto. Joey, resosi conto dell'enorme equivoco, fa di tutto per evitare che i due si parlino. Intanto Monica insiste di volere un bambino, così lei e Chandler si nascondono nel ripostiglio dell'ospedale per avere un rapporto sessuale; quando il padre di Monica li scopre, i due gli confessano di voler concepire un figlio, e si ritrovano a ricevere una serie di suggerimenti imbarazzanti. Phoebe, convinta che sia stato Ross a chiedere a Rachel di sposarlo, l'assicura che siano perfetti per stare insieme, convincendola così a non ripensarci; quando però va a parlare con Ross, lui gli dice di non averle mai fatto la proposta e sostiene che Rachel, causa la stanchezza del parto, si sia immaginata tutto. Quando Joey spiega tutto l'equivoco, Ross e Rachel decidono che, prima di fidanzarsi, debbano procedere con calma nella loro relazione; quando però Ross capisce che Rachel aveva accettato la proposta di Joey, resta perplesso.

## Ninna nanna per Emma
- Titolo originale: The One Where Emma Cries
- Diretto da: Sheldon Epps
- Scritto da: Dana Klein Borkow

### Trama
Ross è turbato dal fatto che Rachel avesse accettato la proposta di matrimonio, fatta per sbaglio, di Joey e decide di non voler ricominciare una relazione con lei nonostante abbiano una bambina. Chandler non ha chiuso occhio tutta la notte, preoccupato per la riunione in ufficio, alla quale poi si addormenterà e accetterà, senza aver capito cosa gli era stato chiesto, l'incarico di dirigere la filiale di Tulsa, in Oklahoma. Intanto Rachel ha svegliato Emma per giocare un po' con lei ma non riesce più a farla smettere di piangere. Joey vuole chiarire le cose con Ross, ancora arrabbiato per la storia dell'anello, ma quando Joey gli dice di dargli un pugno per sfogarsi, colpisce un palo e sono costretti ad andare in ospedale. Phoebe, Monica e Rachel sono ancora alle prese con i pianti di Emma, che cessano quando Monica la prende in braccio e la fa addormentare.

## Il pediatra di Ross
- Titolo originale: The One with the Pediatrician
- Diretto da: Roger Christiansen
- Scritto da: Brian Buckner e Sebastian Jones

### Trama
Rachel si preoccupa di qualsiasi cosa su sua figlia, e quindi chiama in continuazione il pediatra. Phoebe e Joey decidono di organizzarsi un appuntamento al buio a vicenda, solo che Joey si dimentica di trovarle un ragazzo e deve quindi prendere il primo che incontra. Intanto il pediatra di Rachel, viste le sue continue telefonate anche notturne, si dimette dall'incarico, così si reca dal pediatra che avevano Monica e Ross, e scopre che proprio Ross è ancora suo paziente. Chandler sta cercando un lavoro per Monica in Oklahoma, dato che lei non accetta l'idea di stare lontano da suo marito e ha quindi deciso di trasferirsi con lui; ma quando un noto ristorante di New York le chiede di lavorare per loro, lei accetta.
● Guest Star: Paul Rudd (Mike)

## Questioni di cuore
- Titolo originale: The One with the Sharks
- Diretto da: Ben Weiss
- Scritto da: Andrew Reich e Ted Cohen

### Trama
Phoebe ha un appuntamento con Mike, il ragazzo che Joey le aveva presentato per l'appuntamento al buio. Joey corteggia una ragazza al Central Park e le chiede di uscire; quando però arriva nel suo appartamento, si rende conto di esserci già stato, e quindi di essere già uscito con questa ragazza. Monica va a Tulsa per fare una sorpresa a Chandler, che nel frattempo è nella sua stanza d'albergo a guardare un film porno. Quando Monica entra, lui cambia canale su un documentario sugli squali, e quindi lei crede che si ecciti con questi pesci. Ross parla con Mike per convincerlo che Phoebe è una ragazza speciale. Joey intanto scopre che la ragazza con la quale aveva avuto una relazione non è quella con cui sta uscendo ora, ma la sua coinquilina.
● Guest Star: Paul Rudd (Mike)

## Cena per sei
- Titolo originale: The One with Phoebe's Birthday Dinner
- Diretto da: David Schwimmer
- Scritto da: Scott Silveri

### Trama
Phoebe organizza una cena per il suo compleanno e invita tutti al ristorante, ma si trovano solamente lei e Joey. Monica aspetta il ritorno di Chandler per avere un rapporto sessuale prima di cena, ma quando arriva scopre che ha fumato, e iniziano a litigare. Rachel è preoccupata di lasciare a casa Emma con Judy, e Ross nel tentativo di convincerla chiude la porta e restano entrambi bloccati fuori dall'appartamento. Nel frattempo al ristorante, visto il ritardo degli amici, i camerieri obbligano Phoebe e Joey a spostarsi ad un tavolo più piccolo. Quando arrivano tutti, Phoebe viene invitata a uscire da Mike e se ne va.
● Guest Star: Christina Pickles (Judy Geller)

## La tata maschio
- Titolo originale: The One with the Male Nanny
- Diretto da: Kevin Bright
- Scritto da: David Crane e Marta Kauffman

### Trama
Phoebe e Mike decidono di fare sul serio e si scambiano le chiavi dei rispettivi appartamenti; proprio quel giorno a casa di Phoebe arriva David, il suo ex ragazzo trasferitosi in Bielorussia e lei inizia ad essere confusa. Ross e Rachel sono alla ricerca di una tata per Emma, ma vengono tutte scartate, fino a quando si presenta un ragazzo per il posto. Monica dice a Chandler di aver conosciuto sul lavoro il "ragazzo più simpatico che abbia mai conosciuto", e quindi Chandler cerca di dimostrarle che è lui il più spiritoso. Mike entra nell'appartamento di Phoebe e la trova con David; dopo una discussione, Phoebe dice addio a David e promette a Mike che non lo vedrà mai più. Ross si trova a disagio con la tata maschio e, nonostante Rachel non sia d'accordo, lo licenzia.
● Guest Star: Hank Azaria (David), Paul Rudd (Mike), Freddie Prinze Jr. (Sandy)

## La canzone piccante
- Titolo originale: The One with Ross's Inappropriate Song
- Diretto da: Gary Halvorson
- Scritto da: Robert Carlock

### Trama
Ross inizia a cantare una canzone spinta mentre tiene in braccio Emma e lei per la prima volta ride. Joey vuole investire i suoi soldi e va a vedere l'appartamento di Richard, l'ex fidanzato di Monica, assieme a Chandler; una volta lì trovano una videocassetta con sopra il nome di Monica. Phoebe è invitata a cena dai genitori di Mike, i quali sono ricchi e altezzosi; nel tentativo di fare buona impressione si innervosisce e finisce per scandalizzare i due. Rachel vuole far ridere sua figlia come ha fatto Ross e scopre che l'unico modo è proprio quello di cantare canzoni rap "piccanti". Monica scopre Chandler mentre guarda la cassetta di Richard, dove in realtà vi sono ripresi Richard e un'altra ragazza mentre hanno un rapporto sessuale e Monica resta offesa dal fatto che abbia cancellato la sua registrazione.

## L'altra sorella di Rachel
- Titolo originale: The One with Rachel's Other Sister
- Diretto da: Kevin Bright
- Scritto da: Shana Goldberg-Meehan

### Trama
Arriva in visita la sorella di Rachel, Amy, ma le due non si sopportano. Amy, infatti, è presuntuosa, snob, viziata, immatura e sbaglia sempre il nome della sua nipotina. Inoltre, si offende quando Ross e Rachel le rivelano che, nel caso in cui loro dovessero morire, lascerebbero Emma a Monica e Chandler. Monica compra un servizio di piatti molto costoso e vorrebbe usarlo solo in occasioni speciali, ma Chandler la convince a usarlo per la festa del Ringraziamento. Durante un litigio con Amy, Rachel rompe un piatto. Chandler le rimprovera e Ross gli promette che semmai lui, Rachel e Monica dovessero morire, Emma sarà affidata a lui invece che ai nonni Geller. Le due sorelle fanno pace, ma Chandler senza volere rompe tutto il servizio.
● Guest Star: Christina Applegate (Amy)

## Le bugie hanno le gambe corte
- Titolo originale: The One with Rachel's Phone Number
- Diretto da: Ben Weiss
- Scritto da: Mark Kunerth

### Trama
Phoebe e Rachel escono insieme una sera e Rachel dà il suo numero di telefono ad un ragazzo, ma subito se ne pente perché si rende conto che sarà Ross a rispondere a quella chiamata da casa. Joey pensa che Monica stia tradendo Chandler perché questo gli dice che non tornerà a casa quel giorno, mentre invece lo fa ma non vuole dirlo a Joey perché quella serata voleva passarla con sua moglie. Mentre Rachel e Phoebe sono fuori, Ross invita Mike a casa per conoscerlo un po' meglio, ma non avendo molto in comune, trascorrono il tempo in un silenzio imbarazzante. Alla fine Ross risponde alla chiamata del ragazzo del bar ma decide di non dire a Rachel che ha chiamato.

## A casa per Natale
- Titolo originale: The One with Christmas in Tulsa
- Diretto da: Kevin Bright
- Scritto da: Doty Abrams

### Trama
Chandler non può tornare a casa per Natale e la sua collega rimasta con lui in ufficio ci prova con lui. Decide allora di dimettersi e di tornare da Monica.
- Guest Star: Selma Blair (Wendy)

## Brutte sorprese
- Titolo originale: The One Where Rachel Goes Back to Work
- Diretto da: Gary Halvorson
- Scritto da: Judd Rubin

### Trama
Rachel va in ufficio per far vedere Emma al suo staff e scopre che il suo sostituto Gavin vuole il suo posto. Decide allora di ritornare subito al lavoro.
● Guest Star: Dermot Mulroney (Gavin Mitchell)

## Topi d'appartamento
- Titolo originale: The One with Phoebe's Rats
- Diretto da: Ben Weiss
- Scritto da: Dana Klein Borkow

### Trama
Phoebe adotta sette topi che trova nel suo appartamento, occupandosi di loro ossessivamente, ma Mike riesce a convincerla a lasciarli andare. Ross e Rachel assumono una baby sitter, ma Ross è preoccupato dal fatto che Joey ci provi con lei, fino a quando scoprono insieme che lei è lesbica. Rachel continua a discutere con Gavin, ma alla sua festa di compleanno si baciano sul balcone di casa di Monica e Ross li vede da casa sua.
- Guest Star: Dermot Mulroney (Gavin Mitchell), Melissa George (baby sitter)

## Riflettori indiscreti
- Titolo originale: The One Where Monica Sings
- Diretto da: Gary Halvorson
- Scritto da: Sherry Bilsing-Graham e Ellen Plummer

### Trama
Phoebe convince Monica a cantare al karaoke dove lavora Mike, lei si esibisce e il pubblico ne è entusiasta, ma solo perché sotto i riflettori la camicetta trasparente lascia intravedere tutto. Ross è disperato perché crede che Rachel, dopo la rottura, stia frequentando altri ragazzi, quindi provvede anche lui a cercarsi una ragazza, con pessimi risultati. Rachel prova a parlare con Ross ma discutono e quindi decide di tornare a vivere da Joey con Emma. Chandler aiuta Joey a rifarsi le sopracciglia dopo essere fuggito dall'estetista.
- Guest Star: Dermot Mulroney (Gavin Mitchell)

## Appuntamenti al buio
- Titolo originale: The One with the Blind Dates
- Diretto da: Gary Halvorson
- Scritto da: Sherry Bilsing-Graham e Ellen Plummer

### Trama
Per fare in modo che Rachel e Ross si rendano conto che sono la coppia perfetta, Phoebe e Joey organizzano ad entrambi degli appuntamenti disastrosi: Rachel esce con un tipo grasso, brutto e piagnone, mentre Ross si ritrova da solo al ristorante nel quale doveva cenare con una ragazza. Mentre Rachel è fuori per l'appuntamento, Monica e Chandler si tengono Emma e hanno un rapporto sessuale nella stanza accanto perché Monica è in un periodo di ovulazione. Quando Joey li scopre, porta al sicuro la bambina e convince la coppia a chiamare il loro futuro figlio come lui in cambio del suo silenzio con Ross e Rachel.
- Guest Star: Jon Lovitz (Steve), Sam Pancake (cameriere)

## La rapina
- Titolo originale: The One with the Mugging
- Diretto da: Gary Halvorson
- Scritto da: Peter Tibbals

### Trama
Phoebe e Ross vengono rapinati da un vecchio amico "della strada" di Phoebe e Ross scopre che è stata proprio Phoebe a rapinarlo per la prima volta quando erano adolescenti. Chandler trova lavoro in un'agenzia pubblicitaria, ma si sente fuori luogo perché è il più vecchio. Joey ottiene il ruolo in un'opera di Broadway, ma soltanto perché al direttore piace come recita quando si sta per fare la pipì addosso.
- Guest Star: Jeff Goldblum (regista)

## Il prestito
- Titolo originale: The One with the Boob Job
- Diretto da: Gary Halvorson
- Scritto da: Mark Kunerth

### Trama
Monica chiede a Joey un prestito senza che l'altro lo sappia. Quando Chandler scopre che Monica aveva chiesto soldi a Joey anche se lui le aveva chiesto di non farlo, Joey per giustificarla dice a Chandler che le servono per operarsi e aumentarsi il seno. Rachel compra dal ferramenta delle cose per rendere l'appartamento più sicuro per Emma, ma subito si rende conto di non essere in grado di montarle e finisce per chiamare un professionista. Mike propone a Phoebe di vivere insieme ed entrambi sembrano molto eccitati all'idea, ma quando Phoebe scopre che Mike non vuole sposarsi mai più si rende conto che invece lei vuole sposarsi un giorno, quindi alla fine Mike e Phoebe si lasciano.

## Scherzi informatici
- Titolo originale: The One with the Memorial Service
- Diretto da: Gary Halvorson
- Scritto da: Robert Carlock

### Trama
Ross e Chandler postano informazioni sbagliate sul sito della loro università, facendo credere che Chandler sia gay e Ross morto. Joey e Emma bisticciano per avere il pinguino di peluche "Hugsy". Phoebe chiede a Monica di aiutarla a dimenticare Mike e di impedirle di vederlo ma Phoebe non ci riesce e alla fine si vedono e si baciano. 
● Guest Star: Jonathan Slavin (amico di Mike)

## La lotteria
- Titolo originale: The One with the Lottery
- Diretto da: Gary Halvorson
- Scritto da: Brian Buckner e Sebastian Jones

### Trama
Tutti decidono di comprare dei biglietti della lotteria e dividersi il premio in caso di vincita, ma alla fine Phoebe fa cadere tutti i biglietti dal balcone e il giorno dopo scoprono che qualcuno ha trovato uno dei biglietti premiati e hanno perso diecimila dollari. Chandler finalmente ottiene il posto da pubblicista, Ross e Rachel sono in attesa di sentire la prima parola di Emma, che alla fine sarà "Gleba".

## Suite per una notte
- Titolo originale: The One with Rachel's Dream
- Diretto da: Terry Hughes
- Scritto da: Dana Klein Borkow

### Trama
Dopo aver assistito alle riprese di "I giorni della nostra vita", Rachel fa un sogno in cui Joey la bacia e comincia a provare qualcosa per lui. Phoebe decide di suonare fuori dal ristorante di Monica fino a quando Monica si infastidisce e le chiede di smettere. Chandler prenota un fine settimana romantico in un albergo nel Vermont ma Monica non può andarci per via del lavoro e alla fine Chandler si porta Ross.

## La sera delle stelle
- Titolo originale: The One with the Soap Opera Party
- Diretto da: Sheldon Epps
- Scritto da: Shana Goldberg-Meehan

### Trama
Joey organizza una festa per i suoi colleghi di "I giorni della nostra vita" di nascosto dai suoi amici ma Rachel lo scopre e lo dice agli altri che alla fine vanno alla festa. Ross conosce una professoressa della sua università e la porta alla festa, ma si sente inferiore quando scopre che questa ha frequentato solo uomini che hanno vinto il Premio Nobel. Alla fine della festa Rachel decide di voler baciare Joey ma lei e Ross scoprono la professoressa e Joey mentre si baciano.
● Guest Star: Aisha Tyler (Charlie Wheeler)

## Il test della fertilità
- Titolo originale: The One with the Fertility Test
- Diretto da: Gary Halvorson
- Scritto da: Scott Silveri

### Trama
Rachel vuole andare ad una spa a farsi fare un massaggio ma Phoebe rompe il suo buono dicendo che quei luoghi sono orribili e vanno contro a ciò in cui crede, ma quando Rachel decide di andare lo stesso scopre che Phoebe lavora là. Joey chiede aiuto a Ross e questo gli spiega dove può portare Charlie e perfino cosa dire. Chandler e Monica vanno in una clinica di fertilità per fare il test e purtroppo scopriranno di essere entrambi sterili.
● Guest Star: Aisha Tyler (Charlie Wheeler)

## Soluzione cercasi
- Titolo originale: The One with the Donor
- Diretto da: Ben Weiss
- Scritto da: Andrew Reich e Ted Cohen

### Trama
Dopo aver scoperto che entrambi sono sterili, Chandler e Monica cominciano a cercare un possibile donatore di sperma e prendono in considerazione Zach, un collega di Chandler, inquietandolo con molte domande personali, ma presto si accorgono che l'idea non piace a nessuno dei due e che preferiscono adottare. Phoebe scopre che a Rachel piace Joey, Charlie ascolta la conversazione per sbaglio ma pensa che sia Phoebe quella interessata a Joey, e Rachel le dà la conferma. Mentre Phoebe stava andando alla festa della sorella di Mike, incontra David, lo scienziato e decide di recuperare il tempo perso invece che andare alla festa. Ross viene scelto per parlare ad una conferenza a Barbados.
● Guest Star: Aisha Tyler (Charlie Wheeler), John Stamos (Zach), Hank Azaria (David)

## Conferenza alle Barbados (1ª parte)
- Titolo originale: The One in Barbados (Part I)
- Diretto da: Kevin S. Bright
- Scritto da: Shana Goldberg-Meehan e Scott Silveri

### Trama
I ragazzi vanno tutti a Barbados per ascoltare il discorso di Ross alla conferenza. David quasi propone il matrimonio a Phoebe, fino a quando non arriva il suo ex, Mike, e lei decide di rimettersi con lui e lasciare David. Ross e Charlie si rendono conto di avere tante cose in comune, mentre Joey e Rachel diventano sempre più stretti.
● Guest Star: Aisha Tyler (Charlie Wheeler)

## Conferenza alle Barbados (2ª parte)
- Titolo originale: The One in Barbados (Part II)
- Diretto da: Kevin S. Bright
- Scritto da: Marta Kauffman e David Crane

### Trama
Ross e Charlie si rendono conto di avere tante cose in comune e passano sempre più tempo insieme, mentre Rachel rivela a Joey che è innamorata di lui. Nel frattempo Monica e Mike si sfidano ad una partita di ping pong, che sarà vinta da Monica grazie all'intervento di Chandler. Joey e Charlie si lasciano quando si rendono conto di non avere nulla in comune, Ross bacia Charlie e Joey, dopo averli visti, ferito decide di andare da Rachel e baciarla a sua volta.
● Guest Star: Aisha Tyler (Charlie Wheeler)